# NGC 3409
NGC 3409 (również PGC 32470) – galaktyka spiralna (Sc), znajdująca się w gwiazdozbiorze Hydry. Odkrył ją w 1886 roku Francis Leavenworth.